# Arroyo de Cuéllar
Arroyo de Cuéllar es una localidad, constituida como entidad local menor, situada en el norte de la provincia de Segovia, en la comunidad autónoma de Castilla y León, España, y dependiente del municipio de Cuéllar, del que le separan 8 km.

## Símbolos
El escudo heráldico y la bandera que representan al municipio fueron aprobados oficialmente el 24 de octubre de 2001. El escudo se blasona de la siguiente manera: 

«Escudo partido. Primero en campo de plata cinco pinos de sinople puestos en aspa sobre ondas de plata y azur. Segundo: en campo de plata un dragón de sinople, mantelado de oro con un palo de gules sobre cada mantel, bordura de gules con ocho aspas de oro.»
Boletín Oficial de Castilla y León nº 238/2001 de 10 de diciembre de 2001

La descripción textual de la bandera es la siguiente:

«Bandera cuadrada de proporciones: 1:1 de color rojo, con una franja horizontal de 1/3 de su altura dividida a su vez en tres partes:Blanca azul y blanca. Al centro, sobrepuesto el escudo de armas del municipio.»
Boletín Oficial de Castilla y León nº 238/2001 de 10 de diciembre de 2001

## Historia

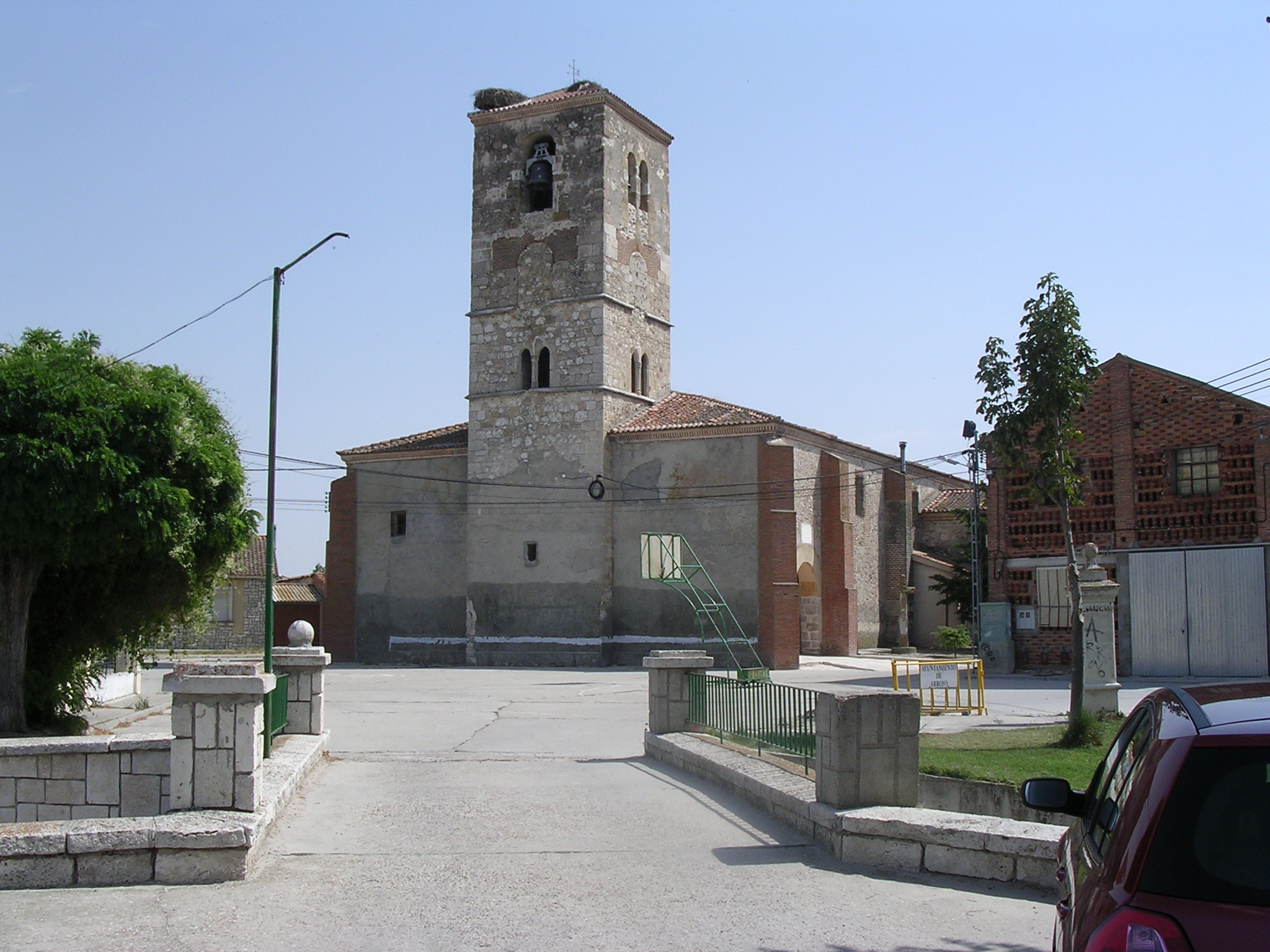
Torre de la iglesia de Santa Lucía.

Aparece citado por primera vez en el siglo XIII con el nombre de Sant Estevan del Arroyo, denominación que mantuvo hasta el siglo XVI, que pasó a denominarse El Arroyo. Finalmente, a partir del siglo XIX empezó a denominarse Arroyo.
Pertenece históricamente al sexmo de La Mata, de la Comunidad de Villa y Tierra de Cuéllar. En el año 1971 pasó a formar parte de la villa de Cuéllar Se constituye en Entidad Local Menor en 1976. En 1999 solicitó la segregación del municipio para constituirse como municipio independiente, pero fue denegada. y en la actualidad sigue siendo pedanía y Entidad Local Menor del citado municipio, junto con otras ocho poblaciones.
Durante los años de la posguerra, principalmente en la década de los 60 y 70 la localidad sufrió un descenso poblacional, debido principalmente a la emigración de sus habitantes a ciudades como Madrid, Barcelona, Bilbao, Valladolid o Segovia, lo que produjo un progresivo envejecimiento de la población. Sin embargo, durante las dos últimas décadas, se ha producido una reversión de esta situación, dando lugar a un progresivo aumento de la población infantil y juvenil de la localidad.

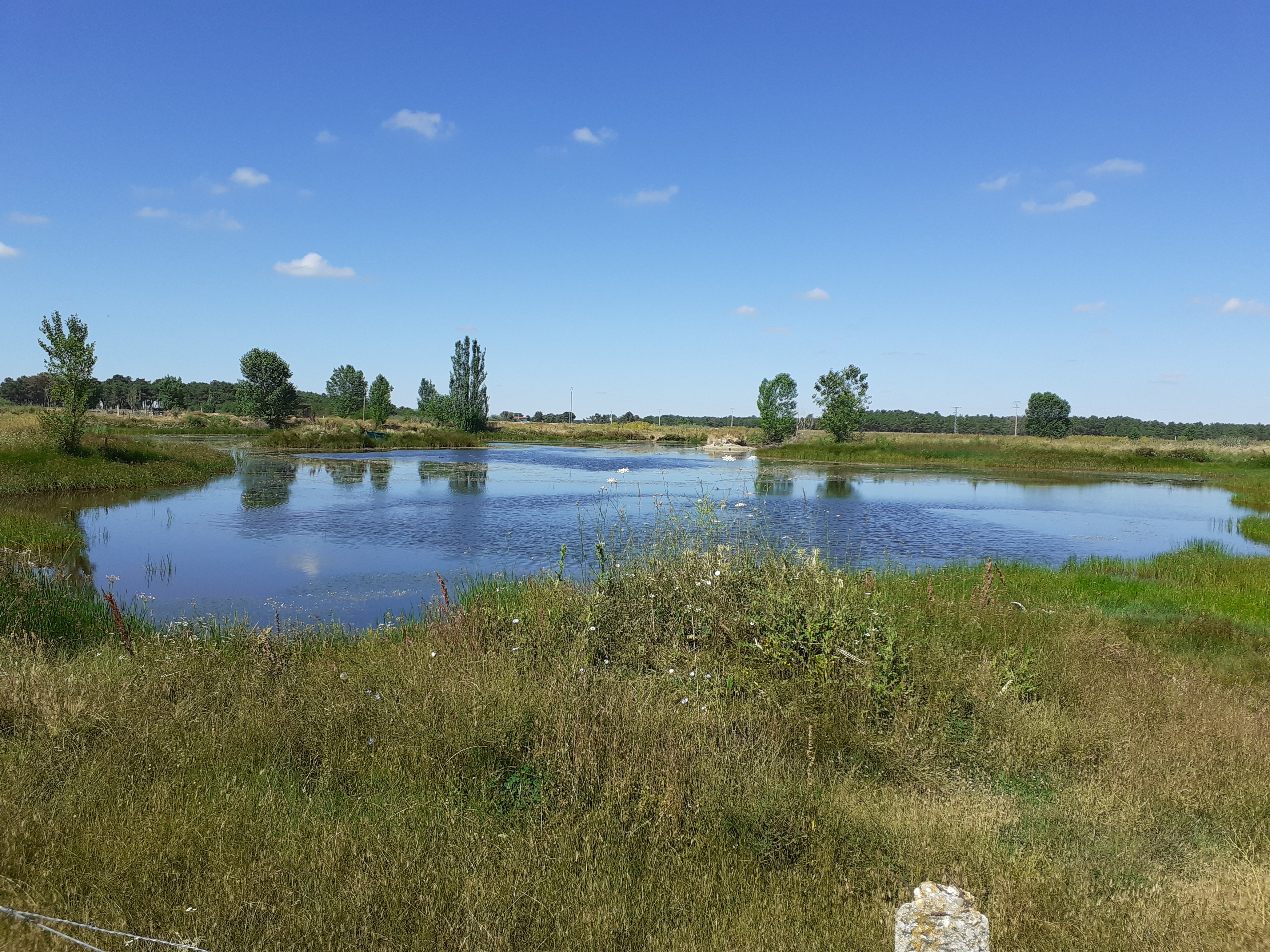
Laguna Adobera

## Geografía
Está situado en la comarca de Tierra de Pinares, por lo que la mayoría de su término municipal está ocupado por pinos. Está situado a orillas de un arroyo llamado Ternillo, razón del nombre de la localidad. Además de este arroyo, otros pequeños cauces recorren su término, desembocando en las lagunas existentes denominadas La Lagartera, Adobera, Palomar y Topera.

## Geografía humana

### Demografía
| Gráfica de evolución demográfica de Arroyo de Cuéllar entre 1842 y 1970 |
| |
| Población de derecho según los censos de población del INE Población de hecho según los censos de población del INEEntre el censo de 1981 y el anterior, este municipio desaparece porque se integra en el municipio 40063 (Cuéllar) |

| 432           | 422 | 416 | 407 | 398 | 381 | 376 | 374 | 372 | 362 | 367 | 371 |
| (Fuente: INE) |     |     |     |     |     |     |     |     |     |     |     |

### Economía

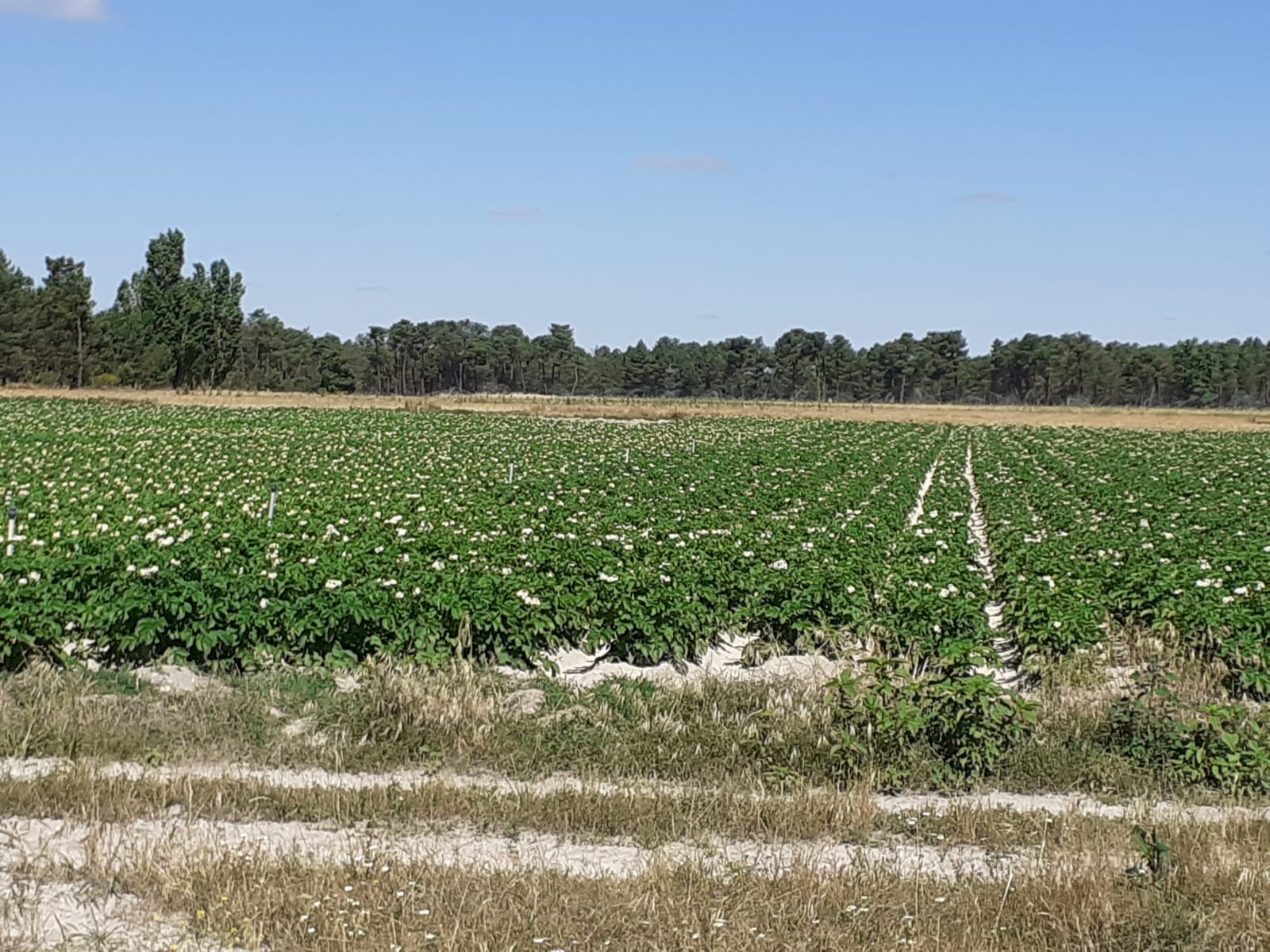
Patatas de Arroyo

Su economía se basa principalmente en la ganadería y la agricultura. En la agricultura predomina el regadío, principalmente el hortofrutícola, siendo destacable la producción de patatas, zanahorias, puerros y endivias. También tiene importancia el cultivo de secano, base de su economía desde la Edad Media, aunque decayó tras la guerra civil española, cuando comenzaron a abrirse pozos de agua para facilitar el cultivo de regadío. 

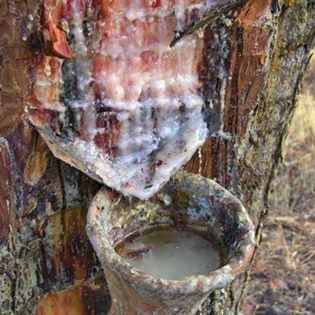
Resina

Las grandes masas de pino negral que rodean la localidad determinaron una fuente de riqueza hasta bien entrado el siglo XX. De hecho una fuerte industria maderera sigue teniendo al pinar como medio de subsistencia. Sin embargo, otras riquezas de estos bosques han ido cayendo en el olvido, como es el caso de la resina. Los resineros fueron un colectivo numeroso en Arroyo de Cuéllar, cuya labor era recoger la miera o resina de los pinos y con ella obtener la pez, empleada en la fabricación de barcos, botas, tinajas y pellejos de vino. 
Sin embargo, en la segunda década del año 2000, con la fuerte crisis económica que vive el país, se ha vuelto a proliferar dicho trabajo.

## Administración y política
Depende del Ayuntamiento de Cuéllar, pero cuenta con su propia alcaldía con cierto grado de autogestión al ser una entidad local menor desde 1976.
| Periodo   | Nombre                       | Partido |
| --------- | ---------------------------- | ------- |
| 1991-1995 | Fernando Javier García Gómez | PP      |
| 1995-1999 | Fernando Javier García Gómez | PP      |
| 1999-2003 | Jesús Jorge Muñoz Sanz       | AIP     |
| 2003-2007 | Jesús Jorge Muñoz Sanz       | PP      |
| 2007-2011 | Jesús Jorge Muñoz Sanz       | PP      |
| 2011-2015 | Jesús Jorge Muñoz Sanz       | PP      |
| 2015-2019 | Adrián de la Fuente Sánchez  | PP      |
| 2019-2023 | Enrique García Muñoz         | Cs      |
| 2023-act. | Enrique García Muñoz         | PP      |

### Organización municipal
Como Entidad Local Menor, dispone de una Junta Vecinal regulada por la Ley de Régimen Local de 1998 de Castilla y León. Al frente de esta Junta Vecinal hay un alcalde pedáneo, elegido democráticamente por los arroyanos. Este alcalde pedáneo nombra a tres miembros de la Junta Vecinal, que se completa con el candidato de la segunda lista más votada.

## Cultura

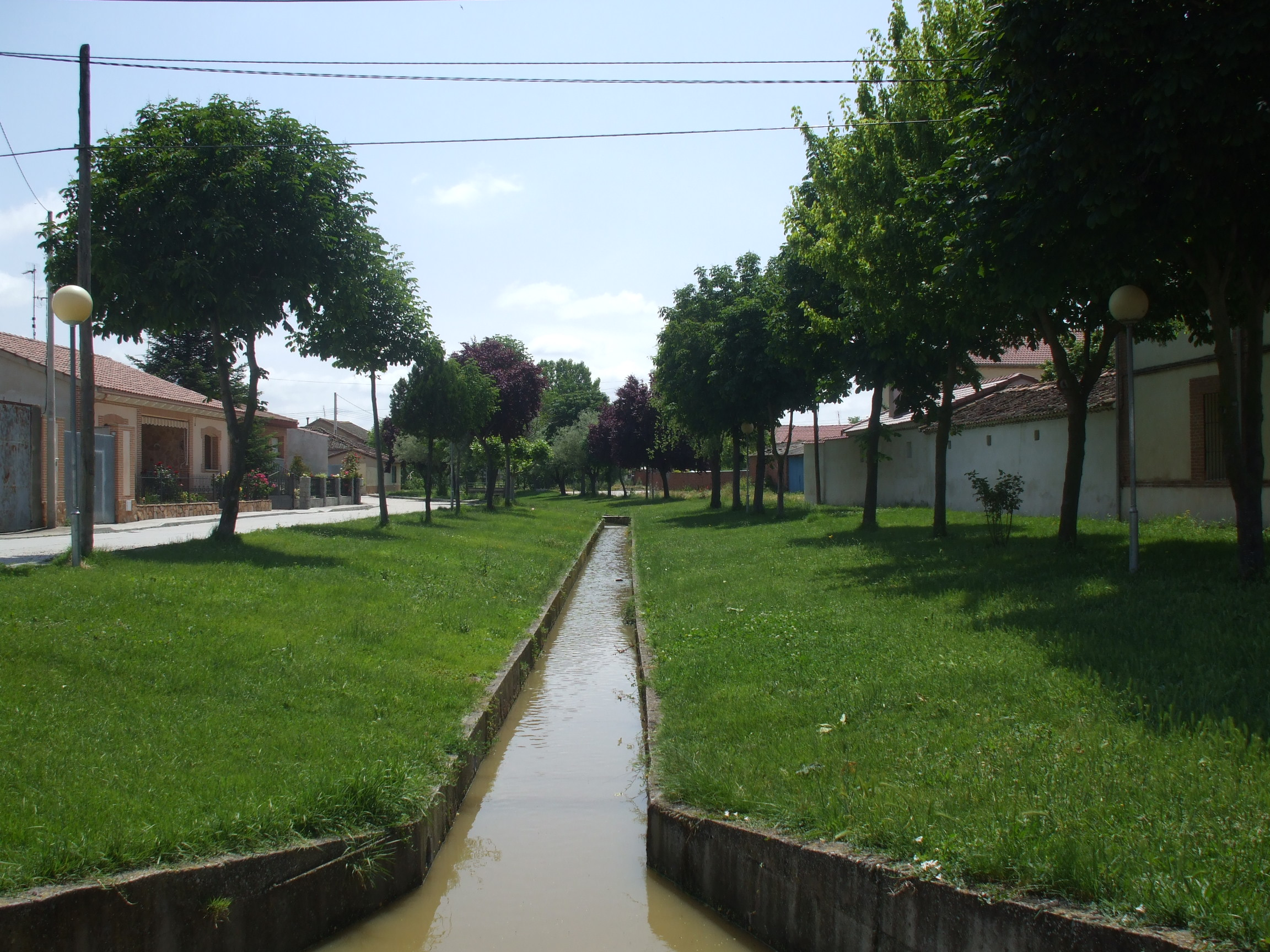
Arroyo Ternillo a su paso por la localidad.

### Patrimonio
De su arquitectura destaca la iglesia de Santa Lucía, en origen románica, aunque en la actualidad de este estilo sólo conserva una torre de tres pisos con ventanales. En el interior contiene una bóveda de estilo churrigueresco del siglo XVII, y es significativa la cruz parroquial, realizada en plata en 1871. Otro edificio significativo es la ermita de Nuestra Señora de Avienza, situada a las afueras y donde se venera una imagen de la Virgen en estado de embarazo. Se trata de una edificación de planta rectangular, reconstruida en 1713 sobre la antigua iglesia del despoblado de Avienza, que se levantaba en las cercanías de la ermita.
Durante  los años 1993 a  1996 se realizaron campañas de prospección en las que se encontraron varios yacimientos arqueológicos en su término municipal.
Algunos hallazgos son de origen visigodo como los encontrados en Cabituerto, donde se recogieron piezas cerámicas manufacturadas de las que inventariaron un borde, el galbo de un recipiente globular y alguna moneda. Otros, de origen bajomedieval cristiano fueron encontrados en el despoblado de la antigua ermita de Avienza. Incluso algunos datan de la edad de bronce, como son los hallados en los términos de "El Moro", "Viñas de arriba" o "La Paloma", donde se encontraron abundantes materiales cerámicos fabricados a mano adscribibles a dicha época.

### Fiestas
La localidad celebra anualmente dos fiestas, el 13 de junio se realiza la festividad menor en honor a San Antonio de Padua; y el 13 de diciembre su fiesta mayor dedicada a Santa Lucía, en honor de la cual se realizan diversas actividades, entre las que se encuentran una procesión y una gran hoguera, conocida popularmente como “Chisquereta” y en la semana cultural el "Maratón Rock".

### Gastronomía
Durante la celebración de estas fiestas y también a lo largo del año, es muy típico el parro asado (pato asado), cordero lechal y cochinillo asado. Además de verduras, legumbres y frutas de los huertos de la localidad.